# Tirāp
Tirāp är ett distrikt i Indien.   Det ligger i delstaten Arunachal Pradesh, i den östra delen av landet, 1 800 km öster om huvudstaden New Delhi. Antalet invånare är 111 975. Arean är 2 362 kvadratkilometer. Tirāp gränsar till Mon.
Terrängen i Tirāp är bergig åt sydost, men åt nordväst är den kuperad.
Följande samhällen finns i Tirāp:
- Khonsa